# ستانلي المسطح
'فلات ستانلي' هي سلسلة كتب أمريكية للأطفال كتبها المؤلف جيف براون (1 يناير 1926- 3 ديسمبر 2003). بدأت فكرة الكتاب كقصة ما قبل النوم لأبناء براون، والتي حولها براون إلى أول كتاب فلات ستانلي. تضمن الكتاب الأول رسومًا توضيحية لتومي أونجرير وتم نشره في عام 1964. لم يكمل براون السلسلة إلا بعد أكثر من عقدين من الزمن، عندما نشر خمسة كتب أخرى: ستانلي والمصباح السحري، ستانلي في الفضاء، مغامرة عيد الميلاد لستانلي، ستانلي غير المرئي، وستانلي المسطح مرة أخرى!

بحلول عام 2003، باعت سلسلة فلات ستانلي ما يقرب من مليون نسخة في الولايات المتحدة، وتمت ترجمة القصص إلى الفرنسية والألمانية والإسبانية والإيطالية واليابانية والعبرية.
منذ وفاة براون في عام 2003، واصل مؤلفو كتب الأطفال الآخرون، بما في ذلك سارة بينيباكر وجوش جرينهوت، السلسلة تحت اسم جديد، مغامرات فلات ستانلي العالمية.
في عام 2009، افتتحت
نسخة موسيقية بعنوان فلات ستانلي، في مسرح دجانوجلي، نوتنغهام. ظهرت فيه سيناريو لمايك كيني وأغاني لجوليان بتلر. لاقت المسرحية الموسيقية استحسانًا وأعيد تقديمها في جولة قصيرة في عام 2014 .
ملخص الكتاب الأصلي
يروي الكتاب مغامرات ستانلي لامبشوب بعد أن سحقته لوحة الإعلانات أثناء نومه. بخلاف ذلك فهو لم يصب بأذى، ويقرر الاستفادة القصوى من كونه مسطحًا. وسرعان ما يكتشف ستانلي أنه قادر على دخول الغرف المغلقة عن طريق الانزلاق تحت الباب. على مدار القصة، يتم لفه أيضًا للخروج إلى الحديقة، ويستخدمه شقيقه الأصغر آرثر كطائرة ورقية. ميزة أخرى خاصة بكونك مسطحًا هي أن فلات ستانلي يمكنه زيارة أصدقائه في كاليفورنيا عن طريق إرساله بالبريد في ظرف كبير، مما يسمح له بتجنب تكلفة تذكرة القطار أو الطائرة. لاحقًا، يساعد ستانلي في القبض على لصوص الأعمال الفنية في المتحف من خلال التنكر في صورة لوحة على الحائط. ومع ذلك، سئم ستانلي في النهاية من تسطيحه، واستعاد آرثر شكل ستانلي المناسب باستخدام مضخة دراجة.
الكتب في السلسلة
كتب جيف براون:
شقة ستانلي (1964)
ستانلي والمصباح السحري (1983) - اكتشف ستانلي وآرثر مصباحًا سحريًا يحتوي على جني.
ستانلي في الفضاء (1990) - يتم إرسال شرائح لحم الضأن إلى الفضاء من قبل الرئيس لتحقيق السلام مع مجموعة من الكائنات الفضائية المصغرة التي تعيش في كوكب تيرا المكتشف حديثًا.
مغامرة عيد الميلاد ستانلي (1993) - ابنة سانتا كلوز، سارة كريسماس، تصل بشكل غير متوقع إلى منزل لامبشوب خلال موسم العطلات، وتقنعهم بالمساعدة في إعادة روح سانتا المرحة.
ستانلي غير المرئي (1995) - بعد حدوث عاصفة رعدية في إحدى الليالي، أصبح ستانلي غير مرئي بشكل غامض.
ستانلي، شقة مرة أخرى! (2003) - أصيب ستانلي بكرة مطاطية بينما ضرب كتفه على الرف في نفس الوقت، مما تسبب في عودة ستانلي إلى حالته المسطحة، والتي لم يتمكن آرثر منها من إعادة ستانلي إلى طبيعته. لديه العديد من المغامرات غير العادية بعد هذا الحدث الغريب.
في وقت وفاته، كان براون بصدد إعادة كتابة الكتاب الأصلي. تم نشر إعادة الكتابة بواسطة Scholastic في عام 2006. ومنذ ذلك الحين، واصل مؤلفون آخرون السلسلة تحت اسم مغامرات فلات ستانلي العالمية (بالإنجليزية: Flat Stanley's Worldwide Adventures)‏.
كتب لمؤلفين آخرين:
كارثة جبل رشمور (2009) - المؤلف سارة بينيباكر
سرقة المقابر المصرية الكبرى (2009) - المؤلف سارة بينيباكر
مفاجأة النينجا اليابانية (2009) - المؤلف سارة بينيباكر
البعثة الكندية الجريئة (2009) - المؤلف سارة بينيباكر
السر المكسيكي المذهل (2010) - المؤلف جوش جرينهوت
اكتشاف رحلات السفاري الأفريقية (2011) - المؤلف جوش جرينهوت
عجائب الصين الطائرة (2011) - المؤلف جوش جرينهوت
الأسترالي بوميرانج بونانزا (2011) - المؤلف جوش جرينهوت
هياج رأس المال الأمريكي (2011) - المؤلف جوش جرينهوت
المواجهة في ألامو (2014) - المؤلف جوش جرينهوت
مؤطر في فرنسا (2014) - المؤلف جوش جرينهوت
الهروب إلى كاليفورنيا (2014) - المؤلف ديفيد روس
رحلة منتصف الليل في فلات ريفير (2016) - المؤلف كيت إيجان
في مهمة لصاحبة الجلالة (2017) - المؤلف كيت إيجان
فقدت في نيويورك (2018) - المؤلف كيت إيغان
مشروع فلات ستانليالمقال الرئيسي: مشروع قلات ستانلي
بدأ مشروع فلات ستانلي في عام 1995 تحت إشراف ديل هوبرت، وهو مدرس للصف الثالث في لندن، أونتاريو، كندا. يهدف المشروع إلى تسهيل كتابة الرسائل بين أطفال المدارس أثناء قيامهم بتوثيق المكان الذي رافقهم فيه فلات ستانلي حول العالم. الهدف من المشروع هو زيادة مهارات القراءة والكتابة، بالإضافة إلى تعريف الأطفال بالناس والثقافات من أماكن مختلفة. حصل ديل هيوبرت على جائزة رئيس الوزراء للتميز في التدريس عام 2001 لعمله في إنشاء مشروع فلات ستانلي.
يوفر مشروع فلات ستانلي فرصة للطلاب لإجراء اتصالات مع طلاب من المدارس الأعضاء الأخرى الذين قاموا بالتسجيل في المشروع. يبدأ الطلاب بقراءة الكتاب والتعرف على قصة فلات ستانلي. بعد ذلك، يقومون بإنشاء ورق فلات ستانلي (رسومات تمثيلية لشخصية ستانلي لامبشوب) ويحتفظون بمجلة لبضعة أيام، لتوثيق الأماكن والأنشطة التي تشارك فيها فلات ستانلي. يتم بعد ذلك إرسال مجلة فلات ستانلي الخاصة بكل طالب والمجلة الخاصة بها بالبريد إلى الطلاب في المدارس الأخرى. يُطلب من الطلاب في تلك المدارس التعامل مع شقة ستانلي كضيف زائر والإضافة إلى المجلة الخاصة بها، ثم إعادتهما بعد فترة قصيرة من الزمن. يحتوي المشروع على العديد من أوجه التشابه مع مزحة جنوم السفر، باستثناء أن مشروع فلات ستانلي يركز أكثر على محو الأمية.
وكجزء من المشروع، يمكن للطلاب رسم رحلات فلات ستانلي على الخرائط ومشاركة محتويات يومياتهم. بالإضافة إلى ذلك، غالبًا ما تعود فلات ستانلي بصورة أو بطاقة بريدية من زيارتها. على الرغم من اعتماد المشروع التقليدي على الرسائل، يفضل بعض المعلمين استخدام البريد الإلكتروني نظرًا لسرعة وقت السفر.
في عام 2008، شارك أكثر من 6000 فصل دراسي من 47 دولة في مشروع فلات ستانلي.
تصادق فلات ستانلي صاحب متجر في كانو، نيجيريا
ترتيب التبادلات
يمكن للمدرسين التسجيل وترتيب عمليات التبادل مع الفصول الدراسية الأخرى على موقع مشروع فلات ستانلي الإلكتروني. هناك خيار آخر وهو أن يطلب المعلمون من الطلاب الحصول على إذن والديهم لمعالجة مظروف وإرسال الدمية الورقية إلى صديق أو قريب في ولاية أخرى.
يستخدم مشروع فلات ستانلي مدونات للمعلمين وأولياء الأمور والطلاب لنشر القصص ووصف التقاليد والمناظر المحلية ونشر الصور.
في الثقافة الشعبية
ظهر المشروع في حلقة عام 2004 من مسلسل الرسوم المتحركة التلفزيوني كينغ أوف ذا هيل كيف تعلمت التوقف عن القلق وأحب ألامو، حيث تتلقى نانسي جريبل شقة ستانلي عبر البريد. قامت بيجي هيل ولووني بلاتر بتصويرها في عدد من المواقف الخطيرة، مما أدى إلى إلغاء مشروع فلات ستانلي الخاص بالمدرسة.
وفقًا لبث العد التنازلي مع كيث أولبرمان في 26 فبراير 2009، كان فلات ستانلي على متن رحلة الخطوط الجوية الأمريكية رقم 1549، التي هبطت بسلام في نهر هدسون. وتم نقله إلى بر الأمان في حقيبة رفيقه في السفر.
في أوائل عام 2010، تواصل دارين هاس، أحد المدافعين عن Flat Stanley ومهندس التطبيقات، مع Dale Hubert بفكرة تحويل مفهوم مشروع Flat Stanley إلى تطبيق لجهاز iPhone. تم إصدار التطبيق في أواخر عام 2010، ولكنه لم يعد متاحًا في متجر التطبيقات.
أيضًا في عام 2010، طُلب من مشجعي فريق البيسبول سانت لويس كاردينالز (عبر الموقع الإلكتروني للفريق) تقديم التماس إلى الرئيس الأمريكي باراك أوباما لمنح وسام الحرية الرئاسي إلى قاعة مشاهير البيسبول ستان موسيال. تم توفير شكل مقطوع قابل للتنزيل فلافي ستان لتشجيع مشجعي كاردينالز على التقاط صورة مع صورة Musial الكاريكاتورية وإرسالها على شكل التماسات.
يظهر فلات ستانلي في رواية جيف كيني لعام 2014 يوميات طفل جبان: المسافة الطويلة.
في عام 2022، قامت عضوة فريق التمثيل سارة شيرمان برفع شقة ستانلي خلال الاعتمادات الختامية لحلقة من برنامج ساترداي نايت لايف.
يحتوي Dog Man Unleashed - الثاني في سلسلة روايات Dog Man - على تكريم لـ فلات ستانلي : يتظاهر الخصم بالإعجاب عن طريق قطع صورة من الورق المقوى لنفسه، وإدراجها تحت لوحة الإعلانات.